# 伊藤久秋
伊藤 久秋（いとう ひさあき、1897年 - 1980年10月27日）は、日本の経済学者。青山学院大学経済学部名誉教授。立地論が専門。

## 来歴
長崎県出身。長崎高等商業学校卒、1944年「地域の経済理論」で京都帝国大学より経済学博士の学位を取得。長崎高等商業学校教授、1926年までドイツ・フライブルクに学び、のち青山学院大学経済学部教授。1968年定年、名誉教授、大東文化大学教授。

## 著書
- 『マルサス人口論の研究』丸善　1928
- 『工業経済理論』内外出版印刷　1935
- 『理論経済学講義案 上 (序論及生産論)』平野書店 1937
- 『経済思想と学説』経済特殊研究叢書 大同書院 1939
- 『ウエーバー工業立地理論の研究』叢文閣 1940
- 『地域の経済理論』叢文閣 1940
- 『価格論 理論経済学の基礎』有斐閣 1956
- 『ウェーバー工業立地論入門』大明堂 1970
- 『読書余録』崙書房 1980

### 共編
- 『経済立地論概説』江沢譲爾共編 時潮社 1959

### 翻訳
- シュルチェ・ゲーバァニッツ『不列顛世界権の根柢』伊藤久秋 1921
- カール・ディール『社会問題二十五講』山内正暸共訳　改造社 1930
- アルバート・M.レバンソン, バベット・S.ソロン『現代の価格理論』榎本弘共訳 勁草書房 1966

### 記念論文集
- 『経済立地の理論と計画 伊藤久秋教授古稀江沢譲爾教授還暦記念論文集』青木外志夫,西岡久雄編 時潮社 1967

## 論文
- ＜伊藤久秋